# Poposauroidea
De Poposauroidea zijn een clade van geavanceerde Pseudosuchia (archosauriërs die dichter bij krokodillen staan dan bij dinosauriërs). Ze omvatten poposauriërs, shuvosauriërs, ctenosaurisciërs en andere ongebruikelijke pseudosuchiërs als Qianosuchus en Lotosaurus. Ze sluiten echter de meeste grote roofzuchtige viervoetige Rauisuchia als rauisuchiërs en prestosuchiërs uit. Die reptielen zijn nu verbonden met crocodylomorfen (krokodillenvoorouders) in een clade die bekend staat als Loricata, het zustertaxon van de poposauriërs in de clade Paracrocodylomorpha. Hoewel hij voor het eerst formeel werd gedefinieerd in 2007, wordt de naam Poposauroidea al vele jaren gebruikt. De groep is door sommige auteurs aangeduid als Poposauridae, hoewel deze naam vaak enger wordt gebruikt om te verwijzen naar de familie die Poposaurus en zijn naaste verwanten omvat.
De Poposauroidea stierven uit aan het einde van het Trias, samen met andere niet-crocodylomorfe pseudosuchiërs. Ze behoorden echter tot de meest diverse en langdurige leden van niet-crocodylomorfe Pseudosuchia, met Xilousuchus (een ctenosaurisciër) die rond het begin van het Trias leefde en Effigia (een shuvosauriër) die tot het einde van het Trias overleefde. Ondanks de grote diversiteit en anatomische ongelijkheid binnen de Poposauroidea, kunnen bepaalde kenmerken van de clade worden bepaald, met name in de structuur van de snuit en het bekken. Veel van deze kenmerken zijn voorbeelden van convergente evolutie met dinosauriërs, waarbij tweevoetige poposauriërs zoals Poposaurus en shuvosauriërs in het verleden werden aangezien voor theropode dinosauriërs.

## Beschrijving
Poposauroidea was een diverse groep pseudosuchiërs, met geslachten met veel verschillende ecologische aanpassingen. Sommige (Poposaurus en shuvosauriërs) waren tweevoeters met korte armen, terwijl andere (ctenosaurisciërs en Lotosaurus) robuuste viervoeters waren met langwerpige doornuitsteeksels, die een rugzeil hadden zoals dat van bepaalde "pelycosauriërs" (zoals Dimetrodon) en spinosauriërs. Lotosaurus en shuvosauriërs waren tandeloze en vermoedelijk snaveldragende herbivoren, terwijl Qianosuchus, Poposaurus en ctenosaurisciden carnivoren met scherpe tanden waren. De ecologische ongelijkheid van veel leden van deze clade betekent dat het moeilijk is om te beoordelen hoe de voorouderlijke poposauriër eruit zou hebben gezien.

### Schedel en wervels
Poposauroïden kunnen worden onderscheiden van andere pseudosuchiërs door de structuur van de punt van de snuit, met name het premaxillaire bot dat voor de neusgaten ligt. Dit bot heeft twee benige uitsteeksels die zich rond de neusgaten wikkelen. Het anterodorsale uitsteeksel, dat zich boven de neusgaten wikkelt om contact te maken met de neusbeenderen aan de bovenrand van de snuit, is meestal vrij kort bij pseudosuchiërs. Poposauroïden hebben echter langwerpige anterodorsale uitsteeksels, langer dan het belangrijkste premaxillaire hoofdlichaam. Het posterodorsale uitsteeksel, dat zich onder de neusgaten wikkelt om contact te maken met het bovenkaaksbeen aan de zijkant van de snuit, bezit de tegenovergestelde toestand. Het is veel korter bij poposauroïden (vergeleken met andere pseudosuchiërs), beperkt tot slechts een deel van de onderrand van de neusgaten. Dit heeft als bijkomend effect dat het bovenkaaksbeen de rest van de onder- en achterrand van het neusgat kan vormen, waarbij de voorrand van het bovenkaaksbeen ook hol wordt. Hoewel deze snuitkenmerken zeldzaam zijn onder pseudosuchiërs, komen ze veel vaker voor bij bepaalde Avemetatarsalia (vogellijn-archosauriërs), zoals pterosauriërs en saurischische dinosauriërs. De achterste tak van het bovenkaaksbeen loopt taps toe bij de meeste poposauroïden, met uitzondering van Qianosuchus. Dit in tegenstelling tot de Loricata, waarbij deze tak rechthoekig van vorm is.
Poposauroïden hebben echter ook verschillende kenmerken die ongebruikelijk zijn in vergelijking met archosauriërs in het algemeen. Bij de meeste archosauriërs heeft bijvoorbeeld elke zijde van de hersenpan een put van waaruit de interne halsslagaders de hersenen kunnen verlaten. Bij vroege poposauroïden migreerden deze kuilen naar de onderkant van de hersenpan, waardoor ze lijken op de primitieve toestand die wordt gezien bij archosauriërverwanten zoals Euparkeria en proterochampsiërs. Niettemin wordt deze omkering ongedaan gemaakt bij shuvosauriërs (en mogelijk eerder, hoewel er geen hersenpanmateriaal bekend is bij Poposaurus of Lotosaurus). Bovendien bezaten de meeste poposauroïden langwerpige halzen, en ze hadden allemaal lange en dunne nekribben. Dit tweede nekkenmerk staat in contrast met de toestand bij andere pseudosuchiërs, phytosauriërs en pterosauriërs, die korte en stevige nekribben hebben. De doornuitsteeksels van de ruggenwervels zijn dun en plaatachtig, zelfs in leden van Poposauroidea zonder zeilen. Dit verschilt met de wervels van de meeste andere vroege pseudosuchiërs (evenals Euparkeria en phytosauriërs), die doornuitsteeksels hebben die naar buiten verbreden om van bovenaf gezien een plat, rechthoekig oppervlak te vormen.

### Heup

#### Bekken

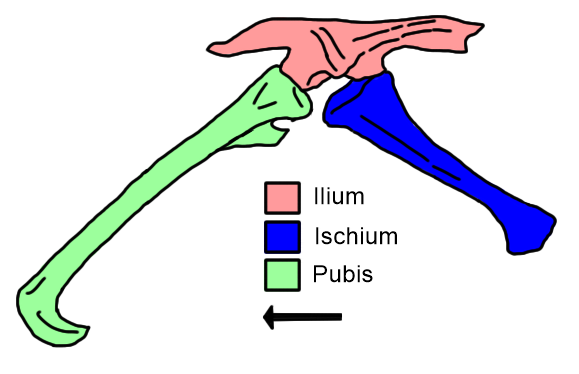
Het bekken van Poposaurus waarin schaambeen (os pubis) en zitbeen (ischium) elkaar niet raken

Net als andere reptielen wordt het bekken van poposauroïden gevormd door drie plaatachtige botten: het darmbeen dat boven de heupkom ligt, het schaambeen dat zich onder en voor de heupkom bevindt, en het zitbeen dat zich onder en achter de heupkom bevindt. Het darmbeen is een groot, complex bot, met een naar voren wijzend (preacetabulair) uitsteeksel of voorblad, een naar achteren wijzend (postacetabulair) uitsteeksel ofwel achterblad en een lager gedeelte dat de bovenrand van de heupkom vormt. Bij de meeste archosauriërs is het onderste deel van het darmbeen wigvormig en vormt het de binnenzijde van een gesloten heupkom. Bij poposauroïden is het onderste deel van het darmbeen echter hol, waardoor een gedeeltelijk tot volledig open heupkom ontstaat dat wordt gevormd door open ruimte in plaats van bot. De enige andere archosauriërs met open heupkom zijn dinosauriërs en (in mindere mate) krokodillen. De bovenrand van de heupkom wordt gevormd door een uitgesproken rand op het darmbeen, bekend als een supraacetabulaire rand of kam.
Hoewel alle poposauroïden open heupkommen bezaten, evolueerden de meeste andere specialisaties van het darmbeen pas in de clade met Poposaurus en de shuvosauriërs. De supraacetabulaire kam steekt bijvoorbeeld naar beneden uit in plaats van naar buiten in deze clade. Deze eigenschap is zeldzaam bij archosauriërs en evolueert alleen onafhankelijk bij enkele vroege theropode dinosauriërs zoals Coelophysis en Dilophosaurus. Een ander kenmerk is de aanwezigheid van een extra diagonale kam die omhoog vertakt vanaf de supraacetabulaire rand. Hoewel een dergelijke kam onafhankelijk is geëvolueerd bij een aantal verschillende archosauriërs, is deze specifieke onderverdeling van poposauroïden uniek omdat de kam naar voren helt (in plaats van verticaal staat) en samenvloeit met het langwerpige voorblad, wat een ander afgeleid kenmerk van de clade is.
Het schaambeen en het zitbeen waren ook gespecialiseerd bij poposauroïden. Bij elke andere archosauriër maken de twee botten contact met elkaar aan de onderkant van de heupkom. Bij andere poposauroïden dan Qianosuchus en Lotosaurus raken de botten elkaar echter niet, waardoor de heupkom niet alleen vanaf de zijkanten, maar ook van onderen open blijft. De breedte van het schaambeen is variabel op verschillende delen van de schacht. Het gedeelte nabij de heupkom is verdikt, maar de punt van het bot (behalve bij Qianosuchus) is erg dun wanneer van voren wordt gezien. Bij de meeste andere archosauriërs heeft het schaambeen een constante breedte. Theropode dinosauriërs en enkele andere archosauriërs hebben echter een onderste deel van het schaambeen dat dunner is dan het bovenste deel. Shuvosauriërs en Lotosaurus bezaten ook zitbeenderen (gepaard aan weerszijden van het lichaam) die aan de middellijn van het lichaam met elkaar versmolten waren.

#### Heiligbeen
Hoewel de voorouderlijke archosauriër slechts twee sacrale wervels had, kregen veel verschillende groepen archosauriërs in de loop van hun evolutie extra sacrale wervels. Nesbitt (2011) betoogde dat er tussen deze twee primordiale wervels extra sacrale wervels werden gevormd. Hij gaf het goed bewaarde heiligbeen van de poposauroïde Arizonasaurus als bewijs voor dit proces. Poposauroïden hebben drie tot vier sacrale wervels, waarbij de laatste en de voorlaatste wervels articuleren met het darmbeen op een manier die vergelijkbaar is met de twee oorspronkelijke wervels van meer primitieve archosauriformes als Euparkeria en phytosauriërs. De voorlaatste wervel heeft een vorm die anders is dan de wervels van deze archosauriformen, en Nesbitt concludeerde dat het een 'insertie' was, gevormd uit de binnenste delen van de twee oorspronkelijke wervels. Hoewel dit proces niet uniek is voor poposauroïden, is het alleen bekend bij een paar andere archosauriërlijnen, zoals Batrachotomus, silesauriërs en dinosauriërs.
Basale poposauroïden zoals Arizonasaurus en Qianosuchus hadden slechts drie sacrale wervels, waarbij de tweede wervel de 'insertie' was. Meer geavanceerde poposauroïden zoals Poposaurus en shuvosauriërs hebben echter vier sacrale wervels, waarbij de derde wervel herkenbaar is als de 'insertie'. Dit betekent dat de eerste wervel een andere toevoeging moet zijn geweest, schijnbaar de laatste ruggenwervel die een nieuwe bestemming had gekregen en was omgevormd tot een sacrale wervel. Deze ingevangen ruggenwervel staat bekend als een dorsosacraal. De aanwezigheid van dorsosacralen is een eigenschap met een onregelmatige verdeling onder archosauriërs, die bekend is in enkele ornithosuchiërs en aetosauriërs, evenals een verscheidenheid aan dinosauriërs (meestal in ornithischiërs en theropoden).
Bij bijna alle archosauriformen maken de sacrale ribben van de eerste oorspronkelijke sacrale wervel contact met het darmbeen nabij de basis van dat bot, dicht bij het contact met het schaambeen. Poposauroïden hebben echter eerste primordiale sacrale ribben met extra voorwaartse takken, die aan de binnenrand van het voorblad van het darmbeen liggen. Bij poposauroïden die meer afgeleid zijn dan Qianosuchus, versmelten de sacrale wervels tot één enkel bot, het heiligbeen. Deze fusie vond stapsgewijs plaats, op verschillende delen van de wervel. De zygapophyses zijn bijvoorbeeld al bij de ctenosaurisciërs samengesmolten. De centra (de wervellichamen, de belangrijkste cilindrische delen) van de sacrale wervels kunnen ook al bij de ctenosaurisciërs zijn samengesmolten. De basis van de wervelbogen (het gedeelte van de wervels boven het ruggenmerg) waren gefuseerd in sommige ctenosaurisciërs (Arizonasaurus) maar niet in andere (Bromsgroveia), en waren ook gefuseerd bij alle poposauroïden die meer afgeleid waren dan de ctenosaurisciërs.

### Andere kenmerken
In tegenstelling tot de meeste pseudosuchiërs, hebben poposauroïden geen beenplaten die bekend staan als osteodermen. De enige uitzondering hierop is Qianosuchus, die talrijke kleine osteodermen bezat, die in een rij lagen die zich langs de nek en het lichaam uitstrekten. Bij alle poposauroïden is de punt van het kuitbeen (buitenste scheenbeen) symmetrisch en recht van opzij gezien, in plaats van schuin zoals bij andere niet-crocodylomorfe pseudosuchiërs. Poposauroïden, verder gevorderd dan ctenosaurisciërs, hadden afgeplatte, hoefachtige teenklauwen. Sommige poposauroïden hadden zeer korte armen in vergelijking met de lengte van hun achterpoten, hoewel disarticulatie bij het fossiel van Qianosuchus en een gebrek aan ledemaatmateriaal bij ctenosaurisciërs betekent dat het niet bekend is of deze eigenschap basaal was voor de groep als geheel. Ontbrekende gegevens voor ctenosaurisciërs verdoezelen ook wanneer bepaalde kenmerken van de staartwervels en enkelbotten werden verworven of verloren bij Poposauroidea.

## Geschiedenis
Franz Nopcsa benoemde de familie Poposauridae in 1923. Daarmee geldt hij ook als officiële naamgever van de superfamilie. Op dat moment was het enige lid van de groep Poposaurus, die werd beschouwd als een theropode dinosauriër. In de daaropvolgende jaren werden poposauroïden in verschillende groepen geplaatst, waaronder Saurischia, Theropoda en Carnosauria. Deze classificatie bestond tot de jaren 1970, toen betere overblijfselen aangaven dat Poposaurus een pseudosuchiër was in plaats van een dinosauriër. Andere geslachten zoals Sillosuchus en Shuvosaurus werden later opgericht. Net als Poposaurus, werd Shuvosaurus oorspronkelijk beschouwd als een theropode dinosauriër.
Sankar Chatterjee herclassificeerde poposauroïden als theropode dinosauriërs met zijn beschrijving van het nieuwe geslacht Postosuchus in 1985. Chatterjee beschouwde poposauroïden zelfs als de voorouders van tyrannosauriërs. Postosuchus werd de komende tien jaar algemeen beschouwd als een poposauroïde en werd opgenomen in veel fylogenetische analyses van archosauriërs uit het Trias. In 1995 merkten Robert Long en Phillip A Murry op dat verschillende exemplaren die naar Postosuchus werden verwezen, verschilden van het holotype, en daarom wezen ze die exemplaren toe aan de nieuwe geslachten Lythrosuchus en Chatterjeea.
In 2005 merkte Sterling Nesbitt op dat ctenosaurisciërs zoals Arizonasaurus, Bromsgroveia en Lotosaurus veel overeenkomsten hadden met poposauriërs als Poposaurus, Sillosuchus en Chatterjeea (nu bekend als Shuvosaurus). Hij stelde voor dat ze een clade vormden (informeel Groep X genoemd) met uitzondering van andere pseudosuchiërs.
Groep X kreeg in 2007 formeel de naam Poposauroidea van Jonathan C. Weinbaum en Axel Hungerbühler. In hun paper beschreven Weinbaum en Hungerbühler twee nieuwe skeletten van Poposaurus en namen verschillende nieuwe kenmerken van het geslacht op in een fylogenetische analyse. Poposauroidea werd teruggevonden als een monofyletische groep, terwijl andere rauisuchiërs (namelijk Rauisuchidae en Prestosuchidae) werden geplaatst als basale vormen van de nieuwe groep Paracrocodyliformes.
Brusatte et al. (2010) voerden een fylogenetische studie uit van archosauriërs die resulteerde in een groepering die Poposauroidea wordt genoemd. In tegenstelling tot veel recente studies, vonden ze dat Rauisuchia monofyletisch was, bestaande uit twee grote clades: Rauisuchoidea en Poposauroidea. De monofylie van Rauisuchia werd echter niet sterk ondersteund in de analyse van Brusatte et al. Ze merkten op dat als hun boom met één stap werd vergroot, Poposauroidea buiten Rauisuchia viel om de zustergroep van Ornithosuchia te worden, waarvan wordt gedacht dat ze nauw verwant is aan, maar buiten Rauisuchia. In hun stamboom omvatte Poposauroidea geslachten die gewoonlijk als poposauroïden werden geclassificeerd, evenals verschillende andere geslachten die niet eerder in de groep waren geplaatst. Een van deze geslachten, Qianosuchus, is uniek onder pseudosuchiërs in zijn semi-aquatische levensstijl.
Qianosuchus mixtus, een ongewone semi-aquatische archosauriër die werd geplaatst als de meest basale poposauroïde in de fylogenetische analyse van Nesbitt.
In zijn omvangrijke herziening van archosauriërs, die een grote cladistische analyse omvatte, ontdekte Sterling J. Nesbitt (2011) dat Xilousuchus een poposauroïde is die het nauwst verwant is aan Arizonasaurus. Nesbitt's analyse leverde geen monofyletische Rauisuchia of monofyletische Rauisuchoidea op. Poposauroidea bleek monofyletisch te zijn en meer opgelost dan in eerdere analyses, met Qianosuchus als het meest basale lid van de groep en Lotosaurus-groepering met shuvosauriërs in plaats van ctenosaurisciërs. Het onderstaande cladogram volgt Nesbitt (2011) met clade-namen op basis van eerdere studies.
Nesbitt definieerde in 2013 de Poposauroidea als de groep die Poposaurus gracilis Mehl 1915 omvat en alle soorten nauwer verwant aan Poposaurus dan aan Rauisuchus tiradentes Huene 1938, Crocodylus niloticus Laurenti 1768, Ornithosuchus longidens Huxley 1877, of Aetosaurus ferratus Fraas 1877.
|  | Arizonasaurus |
|  |               |
|  | Xilousuchus   |
|  |               |

|  | Poposaurus |
|  |            |

|  | Lotosaurus |
|  |            |

|  | Sillosuchus                                             |
|  |                                                         |
|  | \| \| Effigia \| \| \| \| \| \| Shuvosaurus \| \| \| \| |
|  |                                                         |
|  | Effigia                                                 |
|  |                                                         |
|  | Shuvosaurus                                             |
|  |                                                         |

|  | Effigia     |
|  |             |
|  | Shuvosaurus |
|  |             |

|  | Lotosaurus |
|  |            |

|  | Sillosuchus                                             |
|  |                                                         |
|  | \| \| Effigia \| \| \| \| \| \| Shuvosaurus \| \| \| \| |
|  |                                                         |
|  | Effigia                                                 |
|  |                                                         |
|  | Shuvosaurus                                             |
|  |                                                         |

|  | Effigia     |
|  |             |
|  | Shuvosaurus |
|  |             |

|  | Poposaurus |
|  |            |

|  | Lotosaurus |
|  |            |

|  | Sillosuchus                                             |
|  |                                                         |
|  | \| \| Effigia \| \| \| \| \| \| Shuvosaurus \| \| \| \| |
|  |                                                         |
|  | Effigia                                                 |
|  |                                                         |
|  | Shuvosaurus                                             |
|  |                                                         |

|  | Effigia     |
|  |             |
|  | Shuvosaurus |
|  |             |

|  | Lotosaurus |
|  |            |

|  | Sillosuchus                                             |
|  |                                                         |
|  | \| \| Effigia \| \| \| \| \| \| Shuvosaurus \| \| \| \| |
|  |                                                         |
|  | Effigia                                                 |
|  |                                                         |
|  | Shuvosaurus                                             |
|  |                                                         |

|  | Effigia     |
|  |             |
|  | Shuvosaurus |
|  |             |

|  | Arizonasaurus |
|  |               |
|  | Xilousuchus   |
|  |               |

|  | Poposaurus |
|  |            |

|  | Lotosaurus |
|  |            |

|  | Sillosuchus                                             |
|  |                                                         |
|  | \| \| Effigia \| \| \| \| \| \| Shuvosaurus \| \| \| \| |
|  |                                                         |
|  | Effigia                                                 |
|  |                                                         |
|  | Shuvosaurus                                             |
|  |                                                         |

|  | Effigia     |
|  |             |
|  | Shuvosaurus |
|  |             |

|  | Lotosaurus |
|  |            |

|  | Sillosuchus                                             |
|  |                                                         |
|  | \| \| Effigia \| \| \| \| \| \| Shuvosaurus \| \| \| \| |
|  |                                                         |
|  | Effigia                                                 |
|  |                                                         |
|  | Shuvosaurus                                             |
|  |                                                         |

|  | Effigia     |
|  |             |
|  | Shuvosaurus |
|  |             |

|  | Poposaurus |
|  |            |

|  | Lotosaurus |
|  |            |

|  | Sillosuchus                                             |
|  |                                                         |
|  | \| \| Effigia \| \| \| \| \| \| Shuvosaurus \| \| \| \| |
|  |                                                         |
|  | Effigia                                                 |
|  |                                                         |
|  | Shuvosaurus                                             |
|  |                                                         |

|  | Effigia     |
|  |             |
|  | Shuvosaurus |
|  |             |

|  | Lotosaurus |
|  |            |

|  | Sillosuchus                                             |
|  |                                                         |
|  | \| \| Effigia \| \| \| \| \| \| Shuvosaurus \| \| \| \| |
|  |                                                         |
|  | Effigia                                                 |
|  |                                                         |
|  | Shuvosaurus                                             |
|  |                                                         |

|  | Effigia     |
|  |             |
|  | Shuvosaurus |
|  |             |

|  | Arizonasaurus |
|  |               |
|  | Xilousuchus   |
|  |               |

|  | Poposaurus |
|  |            |

|  | Lotosaurus |
|  |            |

|  | Sillosuchus                                             |
|  |                                                         |
|  | \| \| Effigia \| \| \| \| \| \| Shuvosaurus \| \| \| \| |
|  |                                                         |
|  | Effigia                                                 |
|  |                                                         |
|  | Shuvosaurus                                             |
|  |                                                         |

|  | Effigia     |
|  |             |
|  | Shuvosaurus |
|  |             |

|  | Lotosaurus |
|  |            |

|  | Sillosuchus                                             |
|  |                                                         |
|  | \| \| Effigia \| \| \| \| \| \| Shuvosaurus \| \| \| \| |
|  |                                                         |
|  | Effigia                                                 |
|  |                                                         |
|  | Shuvosaurus                                             |
|  |                                                         |

|  | Effigia     |
|  |             |
|  | Shuvosaurus |
|  |             |

|  | Poposaurus |
|  |            |

|  | Lotosaurus |
|  |            |

|  | Sillosuchus                                             |
|  |                                                         |
|  | \| \| Effigia \| \| \| \| \| \| Shuvosaurus \| \| \| \| |
|  |                                                         |
|  | Effigia                                                 |
|  |                                                         |
|  | Shuvosaurus                                             |
|  |                                                         |

|  | Effigia     |
|  |             |
|  | Shuvosaurus |
|  |             |

|  | Lotosaurus |
|  |            |

|  | Sillosuchus                                             |
|  |                                                         |
|  | \| \| Effigia \| \| \| \| \| \| Shuvosaurus \| \| \| \| |
|  |                                                         |
|  | Effigia                                                 |
|  |                                                         |
|  | Shuvosaurus                                             |
|  |                                                         |

|  | Effigia     |
|  |             |
|  | Shuvosaurus |
|  |             |

|  | Arizonasaurus |
|  |               |
|  | Xilousuchus   |
|  |               |

|  | Poposaurus |
|  |            |

|  | Lotosaurus |
|  |            |

|  | Sillosuchus                                             |
|  |                                                         |
|  | \| \| Effigia \| \| \| \| \| \| Shuvosaurus \| \| \| \| |
|  |                                                         |
|  | Effigia                                                 |
|  |                                                         |
|  | Shuvosaurus                                             |
|  |                                                         |

|  | Effigia     |
|  |             |
|  | Shuvosaurus |
|  |             |

|  | Lotosaurus |
|  |            |

|  | Sillosuchus                                             |
|  |                                                         |
|  | \| \| Effigia \| \| \| \| \| \| Shuvosaurus \| \| \| \| |
|  |                                                         |
|  | Effigia                                                 |
|  |                                                         |
|  | Shuvosaurus                                             |
|  |                                                         |

|  | Effigia     |
|  |             |
|  | Shuvosaurus |
|  |             |

|  | Poposaurus |
|  |            |

|  | Lotosaurus |
|  |            |

|  | Sillosuchus                                             |
|  |                                                         |
|  | \| \| Effigia \| \| \| \| \| \| Shuvosaurus \| \| \| \| |
|  |                                                         |
|  | Effigia                                                 |
|  |                                                         |
|  | Shuvosaurus                                             |
|  |                                                         |

|  | Effigia     |
|  |             |
|  | Shuvosaurus |
|  |             |

|  | Lotosaurus |
|  |            |

|  | Sillosuchus                                             |
|  |                                                         |
|  | \| \| Effigia \| \| \| \| \| \| Shuvosaurus \| \| \| \| |
|  |                                                         |
|  | Effigia                                                 |
|  |                                                         |
|  | Shuvosaurus                                             |
|  |                                                         |

|  | Effigia     |
|  |             |
|  | Shuvosaurus |
|  |             |